# Cacops

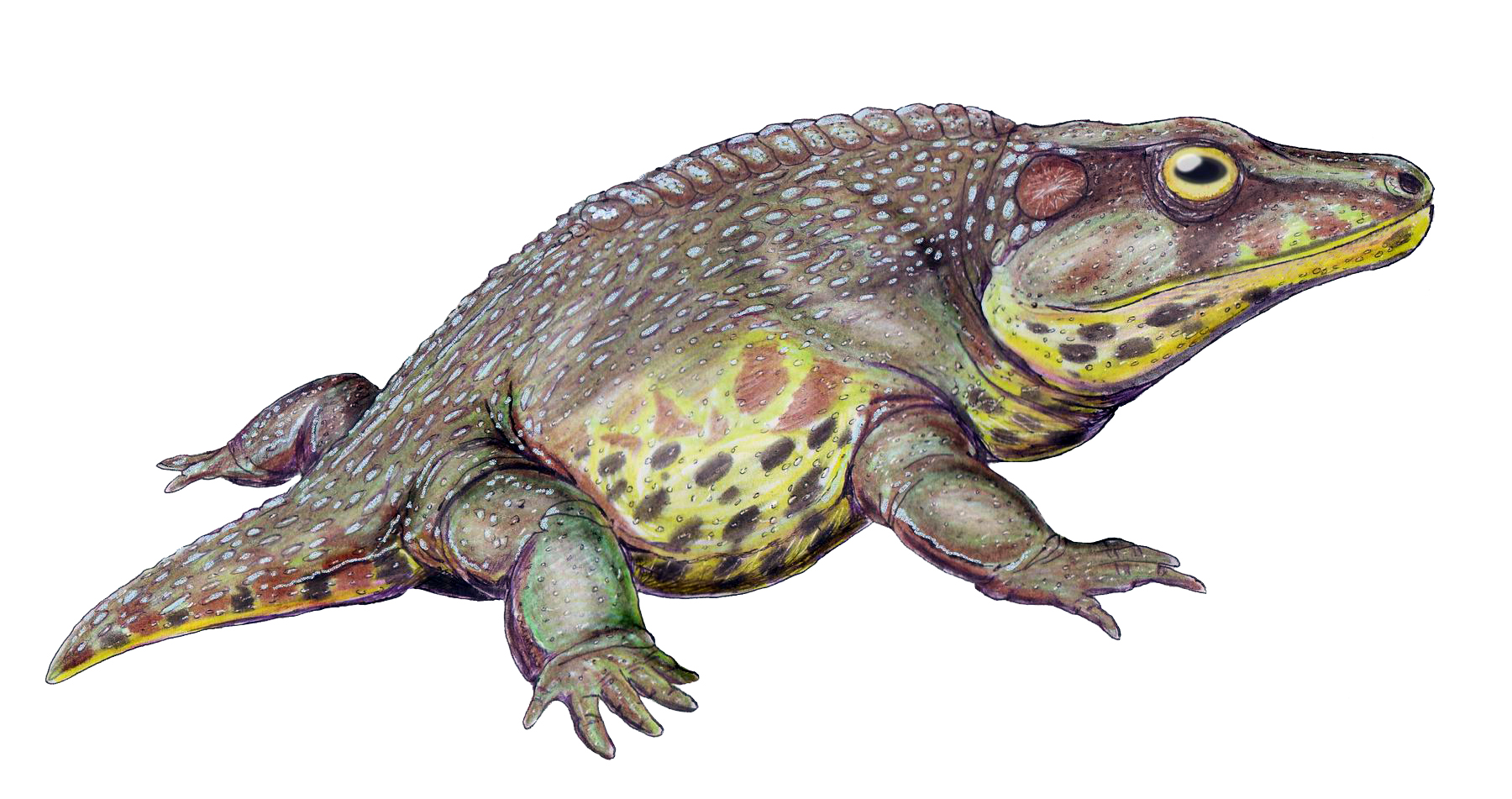
C. aspidephorus

Cacops – rodzaj wymarłego płaza żyjącego we wczesnym permie w dzisiejszym Teksasie.

## Opis
Mierzył około 40 cm długości, posiadał ciężko zbudowaną czaszkę. Jej budowa wskazuje, że posiadał olbrzymią błonę bębenkową. Posiadał ciało krótkie, na plecach podwójny rząd płytek. Kończyny miał silne (co przemawia za lądowym trybem życia), ogon – krótki.

## Behawior
Edwin Colbert sugeruje, że mogło to być zwierzę nocne, przypominające dzisiejsze żaby.

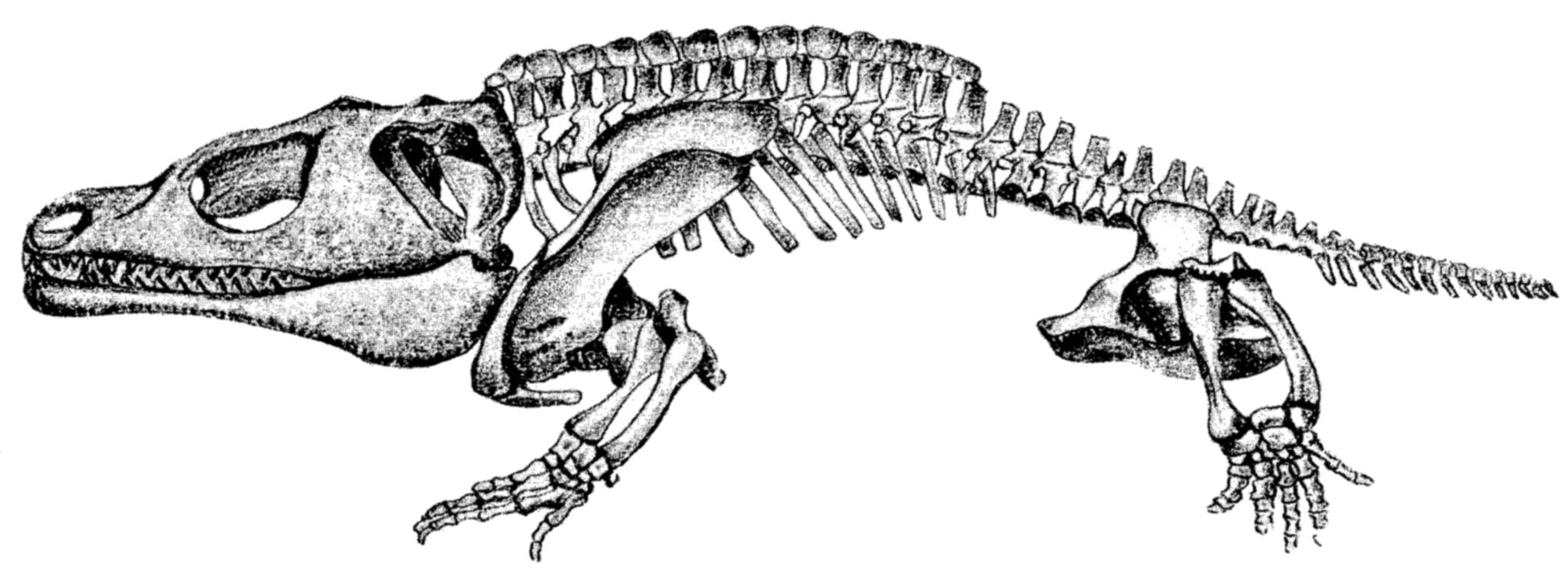
Szkielet

## Gatunki
- C. aspidephorus